# Quartetto per archi n. 14 (Schubert)
Il Quartetto per archi n. 14 in Re minore D 810, è una composizione scritta da Franz Schubert tra il 1824 e l'inizio del 1826. Il quartetto  è noto anche come La morte e la fanciulla per la presenza in un movimento del celebre tema del Lied Der Tod und das Mädchen (La morte e la fanciulla) scritto da Schubert nel 1817 sui versi del poema omonimo di Matthias Claudius.

## Storia
Nella primavera del 1824 Schubert accettò l'offerta fattagli dal conte Esterhazy che lo incaricava di diventare precettore e insegnante di musica delle due figlie, Marie e Carolina. Il musicista si trasferì a maggio nella tenuta di Zseliz in Ungheria dove era già stato nel 1816 con lo stesso incarico. Subito prima, mentre era ancora a Vienna, Schubert aveva scritto il Quartetto in La minore segnando così il ritorno a questo tipo di composizione dopo otto anni di silenzio; immediatamente dopo iniziò un nuovo quartetto, in Re minore, che continuò a comporre durante il soggiorno ungherese e che terminò, nella sua struttura fondamentale, nel 1825. La prima esecuzione avvenne il 1º febbraio 1826 in forma privata nell'abitazione del tenore Josef Barth, amico del musicista. Il brano venne però revisionato da Schubert subito dopo poiché, oltre a non riscuotere alcun successo, venne criticato da Ignaz Schuppanzigh, primo violino del quartetto che eseguì la composizione, che ritenne l'opera di ben poco valore. In seguito il quartetto non fu più eseguito e fu pubblicato postumo, nel 1831, a cura di Josef Czerny.

## Struttura e analisi
Il Quartetto D 810 è costituito da quattro movimenti:
1. Allegro (Re minore)
2. Andante con moto (Sol minore)
3. Scherzo. Allegro molto (Re minore) Trio (Re maggiore)
4. Presto (Re minore)

Nella partitura Schubert si avvalse di elementi melodici dal suo Lied Der Tod und das Mädchen non solo nel secondo movimento, ma ne utilizzò la cellula fondamentale del tema in tutta la composizione, sviluppandola in molteplici differenze ritmiche.
Il movimento iniziale è un Allegro in Re minore, un tempo in forma sonata molto dilatato, tratto caratteristico delle composizioni dell'ultimo periodo schubertiano. Il brano inizia in modo perentorio con un fortissimo all'unisono dei quattro strumenti; il motivo, tragico, è tratto dal passo del Lied che descrive il terrore della fanciulla davanti alla morte. È un inizio di grande impatto che resta vivo nella memoria e che ricorda un altro celebre incipit, quello della Quinta sinfonia di Beethoven. Il secondo tema ha una connotazione più calma e cantabile ed è apertamente in contrasto con il primo, cupo e drammatico. L'elaborazione dei due temi è realizzata in un gioco continuo di diverse variazioni di colore, a volte quasi impercettibili. La Coda riporta un momento di calma dall'aspetto però misterioso e inquieto. 
Il secondo movimento, l'Andante con moto, presenta più apertamente il celebre tema de La morte e la fanciulla  tratto proprio dal corale della morte; il motivo, in Sol minore, cupo e meditativo, ha l'aspetto di una vera marcia funebre e viene sottoposto a cinque variazioni di cui solo una, la quarta, ha una tonalità diversa, Sol maggiore.
In luogo del tradizionale Minuetto, il terzo movimento è uno Scherzo in Re minore; il brano, ritmato e inquieto è, probabilmente, il pezzo meno significativo del quartetto. Il finale, ancora in Re minore, è un Presto in ritmo di tarantella presentato come un Rondò-sonata agitato in cui si susseguono repentini mutamenti di tonalità che evidenziano l'inquietudine dello spirito del musicista.

## Discografia
- Quartetto Italiano, Philips, 1976, 426383-2
- Quartetto Melos, Deutsche Grammophon, 463151-2